# Madhubani
Madhubani est une ville indienne située dans le district de Madhubani dans l’État du Bihar. En 2011, sa population était de 166 285 habitants.

## Source de la traduction
- (en) Cet article est partiellement ou en totalité issu de l’article de Wikipédia en anglais intitulé « Madhubani, India » (voir la liste des auteurs).